# Chirbat asz-Szijab (Aleppo)
Chirbat asz-Szijab (arab. خربة الشياب) – wieś w Syrii, w muhafazie Aleppo, w dystrykcie Manbidż. W 2004 roku liczyła 846 mieszkańców.